# 阿克陶齿缘草
阿克陶齿缘草（学名：Eritrichium aktoense）是紫草科齿缘草属的植物，为中国的特有植物。分布在中国大陆的新疆等地，生长于海拔3,580米的地区，多生在岩石山坡，目前尚未由人工引种栽培。

## 异名
- Eritrichium aktoense Y. S. Lian et J. Q. Wang